# Катастрофа Beechcraft King Air у Жулянах
9 грудня 2007 року о 17:04 за київським часом між містом Вишневе і територією аеропорту «Жуляни» за 2,5 км від злітної смуги аеропорту і за 300 метрів від київської Кільцевої дороги на полі радгоспу «Совки» розбився літак Beechcraft C90A King Air, що виконував чартерний рейс з аеропорту Градец-Кралове в Чехії. На висоті 2,5 км літак раптово почав стрімко втрачати висоту, на висоті 1,5-2 м від землі стався вибух літака, після чого палаючі уламки врізалися у будівлю сторожа, внаслідок чого загинула громадянка України, котра саме була в ній. На борту перебував представник чеської компанії MINIB Ltd — пан Новак 1958 року народження, його дружина 1962 року народження, ще одна жінка 1973 року народження та екіпаж (два пілота). Всі вони загинули. Свідками були 2 охоронці, котрі почули вибух, та одразу ж викликали пожежників.
Літак упав з висоти 2,5 км. Власник і користувач — фірма MINIB LTD, Чехія. Країна реєстрації повітряного судна — Німеччина. Тип судна — ВЕ С В, вага — 4,7 т. Судно сертифіковано на строк з 25 жовтня 2007 року до 24 жовтня 2008 року і було застраховано на суму 9,5 млн євро. Літак направлявся з міста Градец-Кралове (Чехія) до Києва.
Згідно зі звітом складеним після розслідування, причинами авіакатастрофи названо помилки пілота: спробу посадки при погодних умовах нижче метеомінімумів, відхилення від глісади та перевищення вертикальної швидкості при посадці в складних метеорологічних умовах.